# مار مار مين
مار مار مين هي عداءة المسافات الطويلة ميانمارية، ولدت في 18 يوليو 1958.

## وصلات خارجية
- مار مار مين على موقع الاتحاد الدولي لألعاب القوى (الإنجليزية)
- مار مار مين على موقع اللجنة الأولمبية الدولية (الإنجليزية)
- مار مار مين على موقع أوليمبيديا (الإنجليزية)